# Gomphus viridifrons
Gomphus viridifrons là loài chuồn chuồn trong họ Gomphidae. Loài này được Hine mô tả khoa học đầu tiên năm 1901.